# Ештыкол
Ештыкол (устар. Егитык-Коль) — река в России, протекает по Кош-Агачскому району Республики Алтай. Устье реки находится в 40 км от устья реки Шавлы по правому берегу. Длина реки составляет 14 км.
Высота истока — 2235 м над уровнем моря.

## Данные водного реестра
По данным государственного водного реестра России относится к Верхнеобскому бассейновому округу, водохозяйственный участок реки — Катунь, речной подбассейн реки — Бия и Катунь. Речной бассейн реки — (Верхняя) Обь до впадения Иртыша.

## Галерея

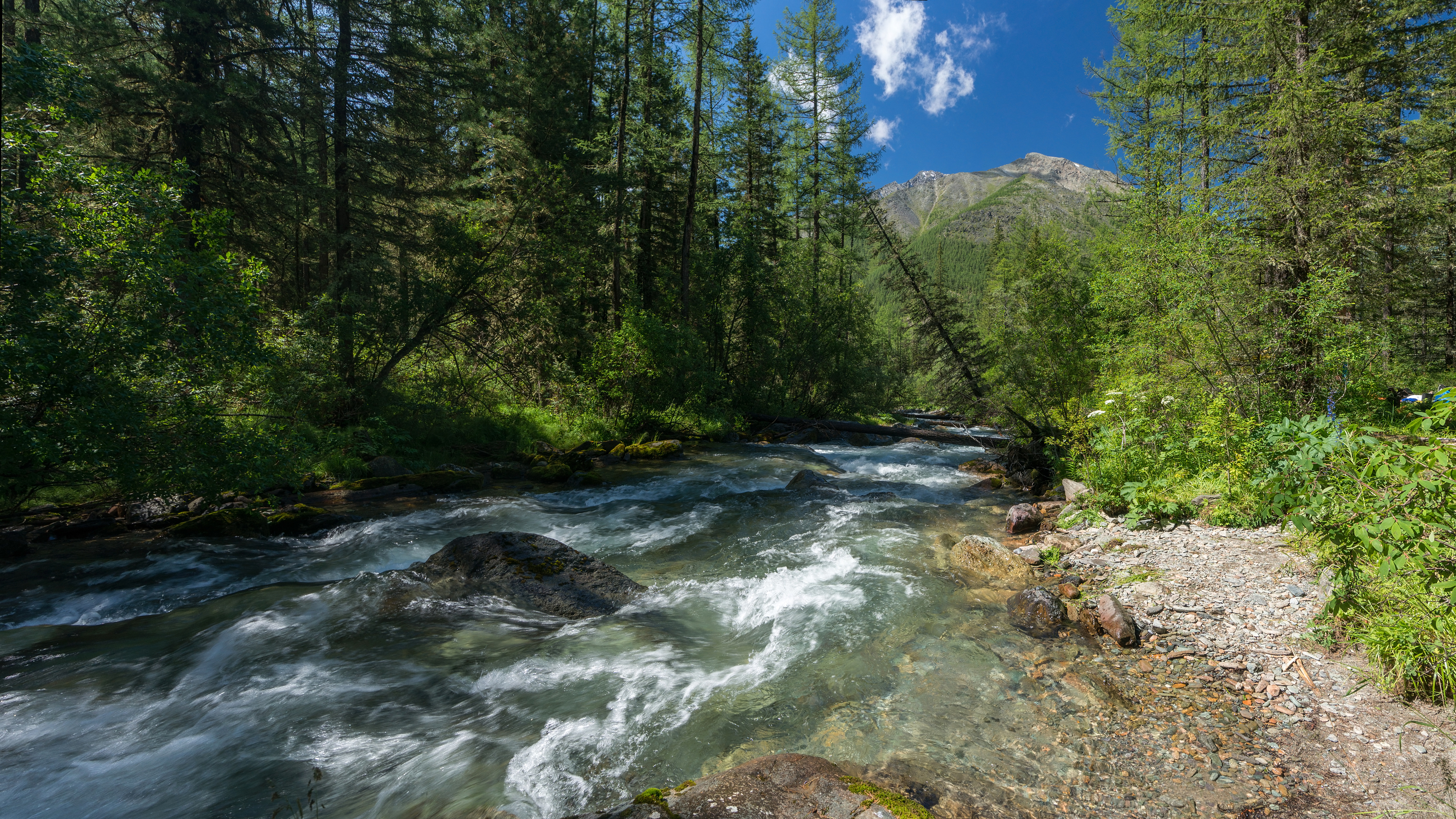
Река Ештыкол
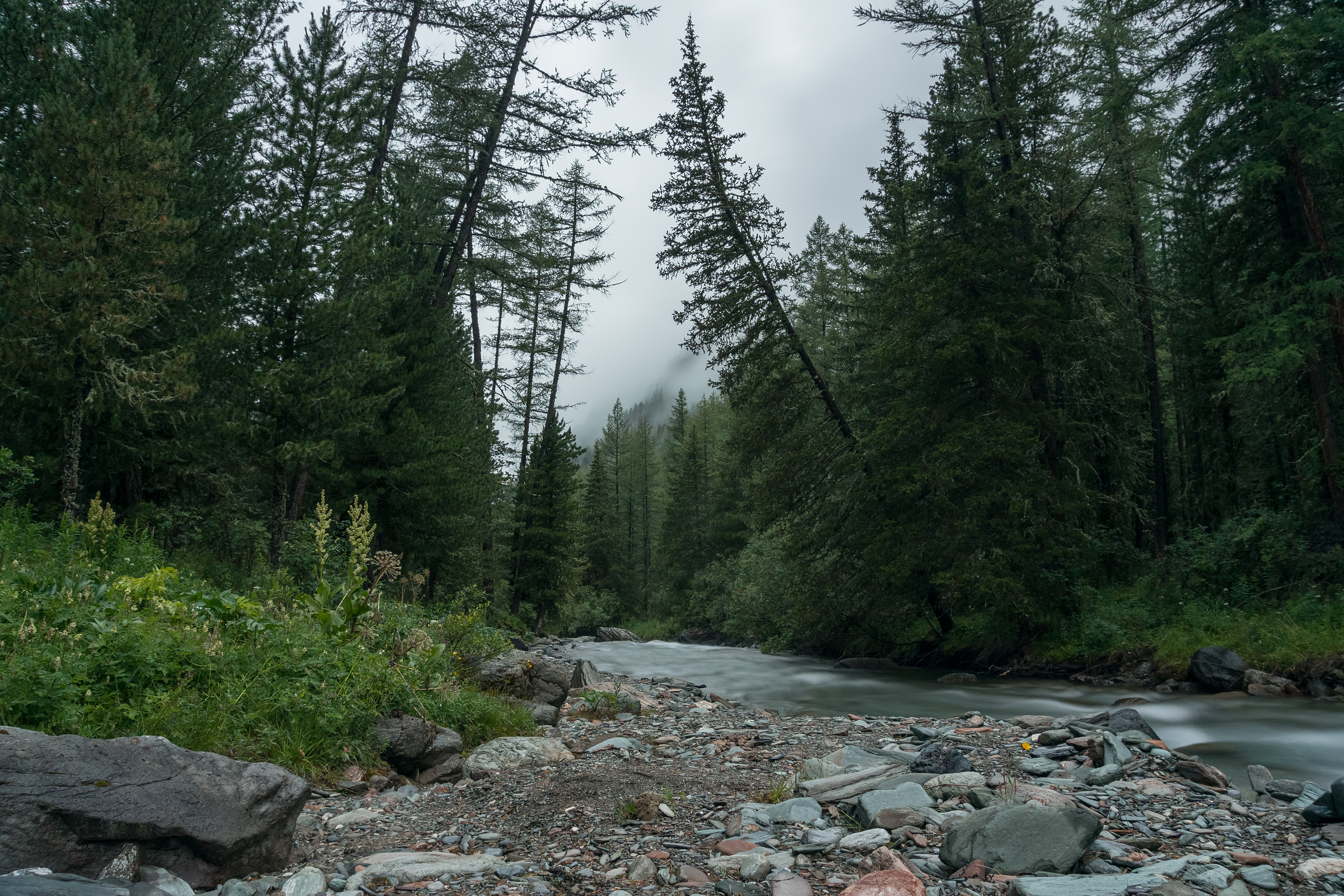
Река Ештыкол в вечерних сумерках